# 橋本孝久
橋本 孝久（はしもと たかひさ、1943年9月21日 - ）は、日本の液晶技術者、実業家。株式会社ジャパンディスプレイ代表取締役会長、副会長を務めた。

## 人物・経歴
1967年東京工業大学電子工学科卒業、日本アイ・ビー・エム入社。1990年日本アイ・ビー・エム野洲工場長。1991年ディスプレイテクノロジーディレクター。1997年IBMディスプレイ事業部長。2000年IBMディスプレイ事業部長兼日本アイ・ビー・エム取締役。2001年インターナショナルディスプレイテクノロジー社長。2005年Info Vision Optoelectronics President & CEO。2011年Info Vision Optoelectronics Vice Chairman。2017年ジャパンディスプレイ取締役。2019年ジャパンディスプレイ代表取締役会長。2020年ジャパンディスプレイ代表取締役副会長。8月退任。